# Cobra-rato
Ptyas mucosa, também conhecida como cobra-rato, é uma espécie comum de serpente colubrídea não venenosa encontrada em partes do sul e sudeste da Ásia. São de grande porte, com um comprimento total típico em adultos variando de 1,5 a 1,95 m, embora algumas ultrapassem 2 m. O maior comprimento registrado para a espécie foi de 3,7 m, sendo superada apenas por sua parente próxima Ptyas carinata entre as serpentes colubrídeas vivas. Apesar de seu tamanho considerável, P. mucosa geralmente é bastante esguia, com um exemplar de 2 m frequentemente medindo apenas 4 a 6 cm de diâmetro. O peso médio dos espécimes capturados em Java varia de 877 a 940 g, mas machos maiores, com mais de 2,3 m (que são ligeiramente maiores que as fêmeas), podem facilmente ultrapassar 2,5 kg. Sua coloração varia de marrons claros em regiões secas a quase preto em áreas de floresta úmida. São serpentes diurnas, semi-arbóreas, não venenosas e de movimentos rápidos. Alimentam-se de uma variedade de presas e são frequentemente encontradas em áreas urbanas onde roedores prosperam.

## Etimologia
O Código Internacional de Nomenclatura Zoológica (ICZN) determina que o gênero gramatical de um nome de espécie deve seguir logicamente o gênero de seu nome genérico associado. Como Ptyas é uma forma feminina (derivada de πτυάς, palavra grega para uma serpente que cospe veneno), a forma correta do nome da espécie é mucosa (do latim tardio, significando "viscosa"). Materiais de referência anteriores a 2004 frequentemente usam a forma masculina, mucosus, e a lista da CITES ainda registra a espécie dessa maneira.

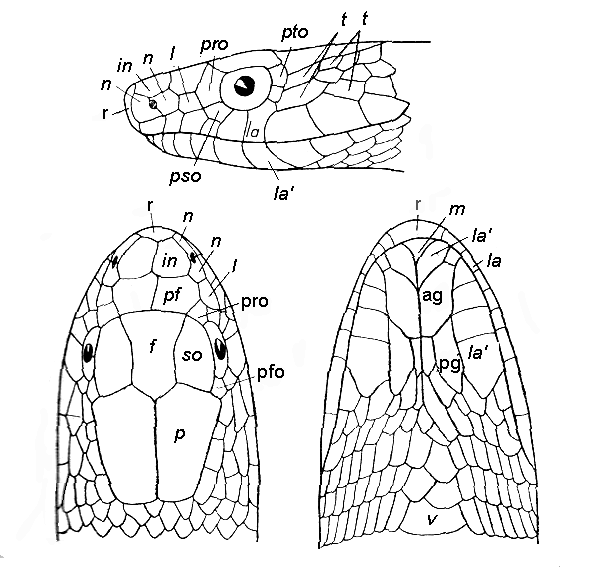
Terminologia das escamas da cabeça de serpentes explicada com a ajuda de diagramas de linha da cabeça de Platyceps ventromaculatus, de Malcolm A. Smith (1943).ag'f'in'l'la'la'm'n'p'pf'pg'pro'pso'pto'r'so't'v - primeira ventral

## Distribuição
Encontrada no Afeganistão, Bangladesh, Mianmar, Camboja, China (Zhejiang, Hubei, Jiangxi, Fujian, Guangdong, Hainan, Guangxi, Yunnan, Tibete, Hong Kong), Taiwan, Índia (incluindo as Ilhas Andaman e Nicobar), Sri Lanka, Indonésia (Sumatra, Java, Bali), Irã, Laos, Malásia Ocidental, Nepal, Paquistão (região de Sindh), Tailândia, Turcomenistão e Vietnã.

## Descrição

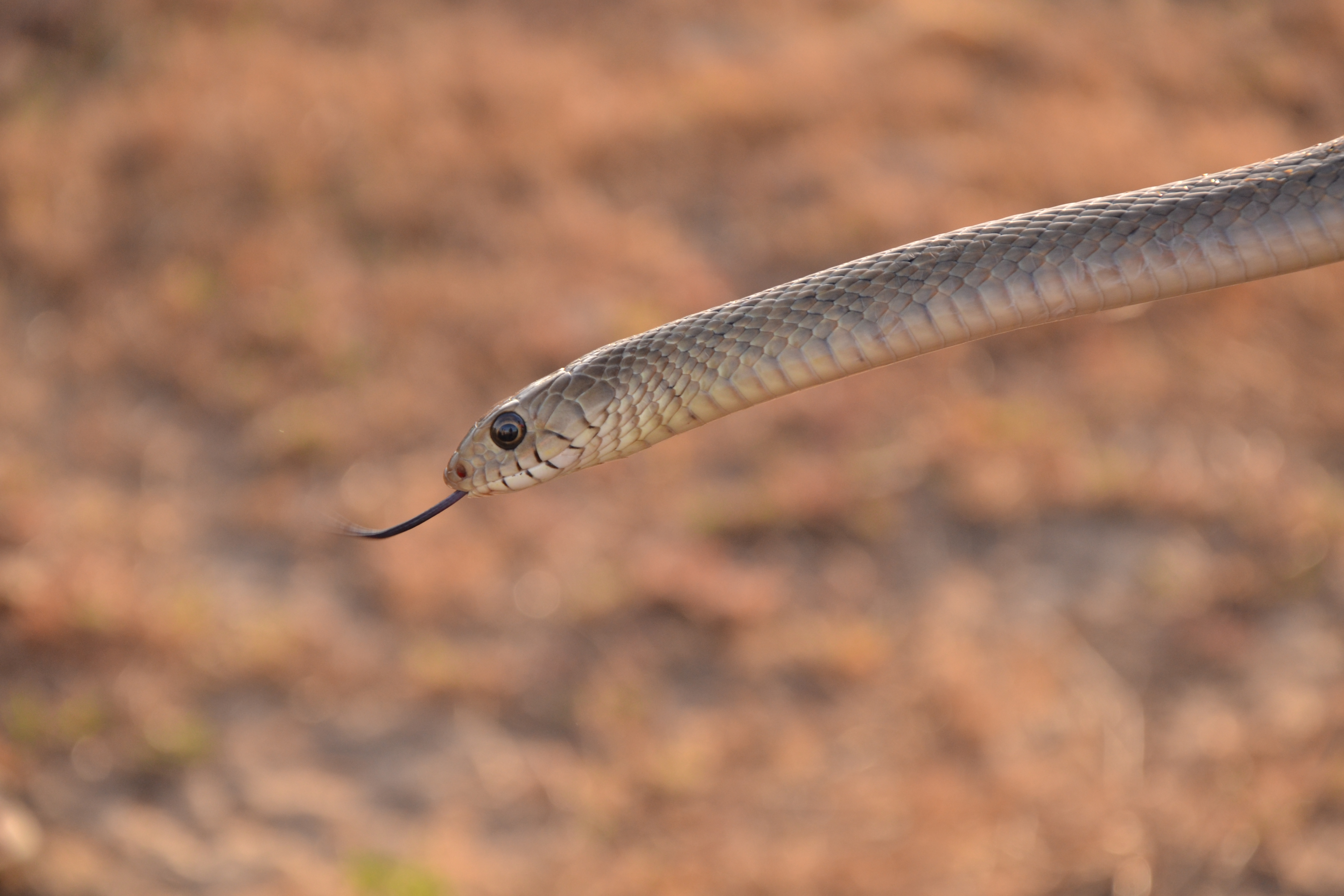
Ptyas mucosa encontrada no sul da Índia.

Sua descrição pode ser encontrada no volume de 1890 de Boulenger, Fauna of British India: Reptilia and Batrachia:
Focinho obtuso, ligeiramente projetado; olho grande; escama rostral um pouco mais larga que alta, visível de cima; sutura entre as escamas internas mais curta que a entre as pré-frontais; escama frontal tão longa quanto sua distância até a ponta do focinho, igual ou ligeiramente mais curta que as parietais; geralmente três escamas loreais; uma grande escama pré-ocular, com uma pequena subocular abaixo; duas pós-oculares; escamas temporais 2+2; 8 escamas labiais superiores, a quarta e a quinta em contato com o olho; 5 escamas labiais inferiores em contato com as escamas geniais anteriores, que são mais curtas que as posteriores; estas últimas em contato anteriormente. Escamas dorsais em 17 fileiras na região média do corpo, mais ou menos fortemente carenadas na parte posterior do corpo. Ventrais 190–208; escama anal dividida; subcaudais 95–135, divididas. Marrom acima, frequentemente com faixas transversais pretas mais ou menos distintas na parte posterior do corpo e na cauda; jovens geralmente com faixas transversais claras na metade frontal do corpo. Superfície inferior amarelada; as escamas ventrais posteriores e as caudais podem ter bordas pretas.
É a segunda maior serpente do Sri Lanka, após a píton-indiana.

## Ecologia

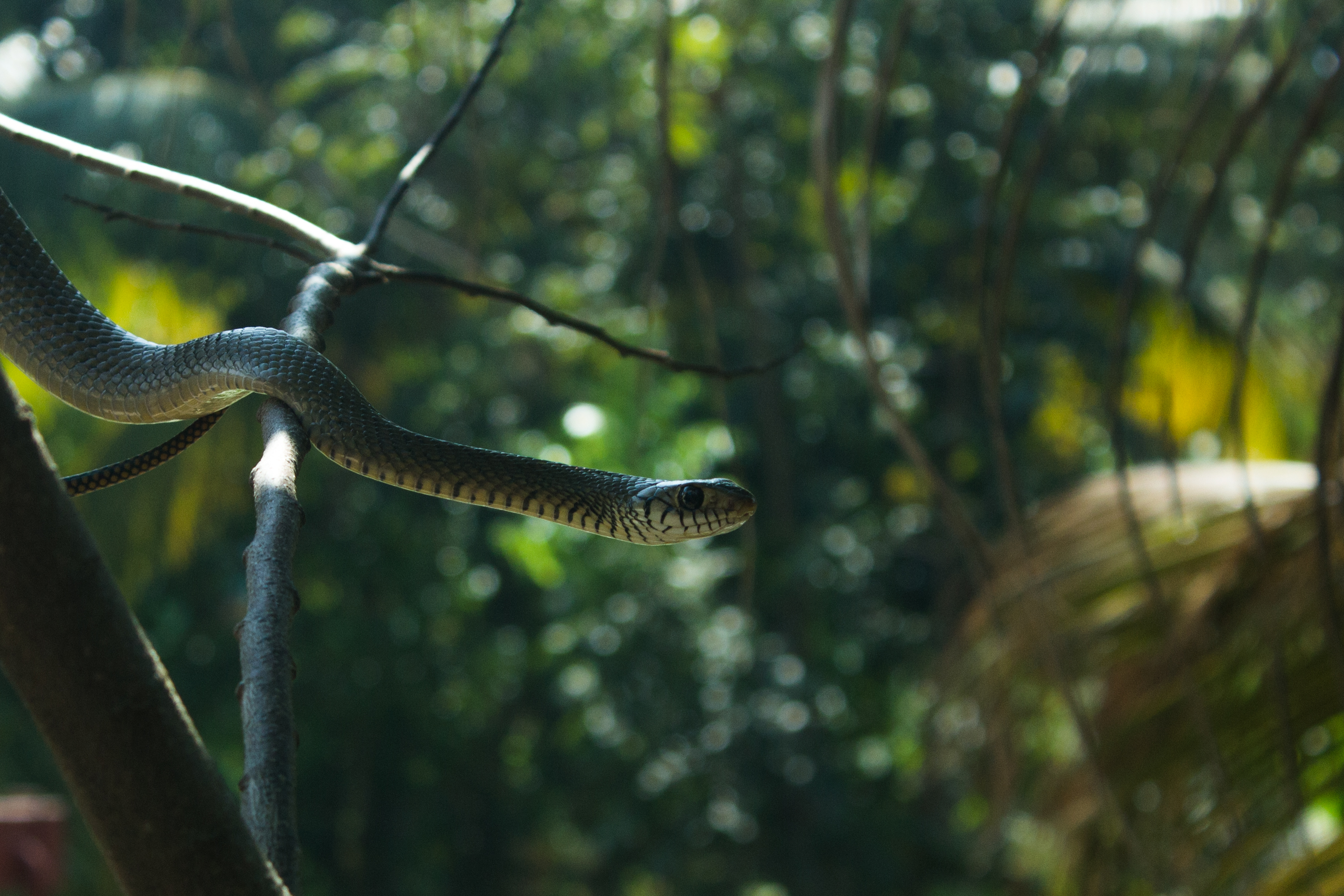
Ptyas mucosa

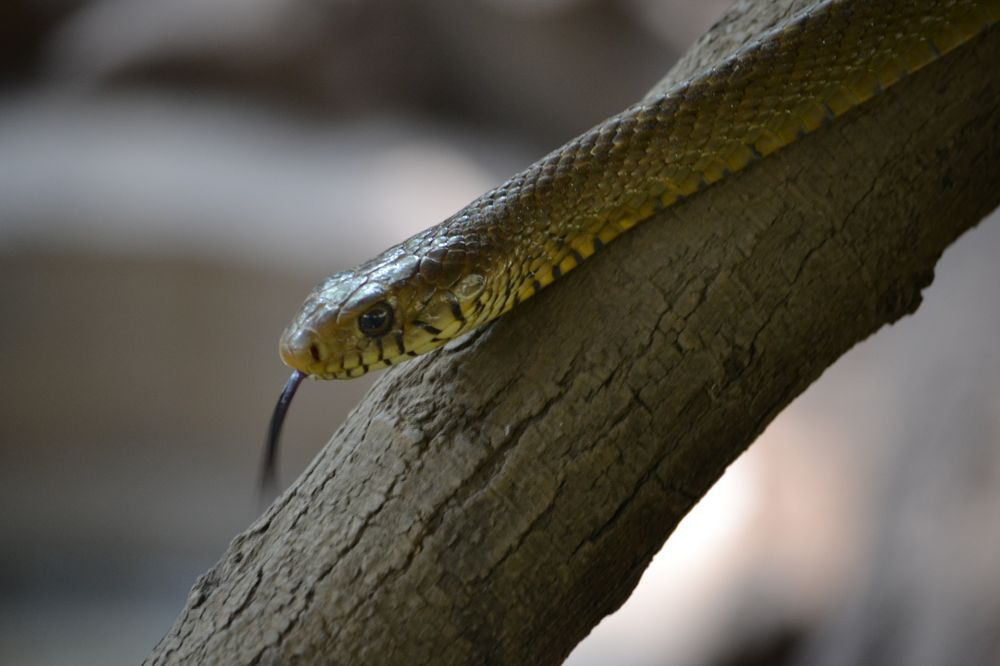
P. mucosa em um galho

As serpentes Ptyas mucosa, embora inofensivas para humanos, são rápidas e excitáveis. São diurnas e semi-arbóreas, habitando solos florestais, áreas úmidas, arrozais, terras agrícolas e áreas suburbanas, onde se alimentam de pequenos répteis, anfíbios, aves e mamíferos. Adultos, de maneira incomum para colubrídeos, preferem subjugar suas presas sentando-se sobre elas em vez de constrigi-las, usando o peso corporal para enfraquecer a presa.

### Reprodução
P. mucosa acasala no final da primavera e início do verão, embora em áreas tropicais a reprodução possa ocorrer durante todo o ano. Os machos estabelecem limites territoriais por meio de um teste ritualizado de força, entrelaçando seus corpos. Esse comportamento às vezes é interpretado erroneamente como uma "dança de acasalamento" entre indivíduos de sexos opostos. As fêmeas produzem de 6 a 15 ovos por ninhada, algumas semanas após o acasalamento.

### Exibição de ameaça
Membros adultos desta espécie emitem um som de rosnado e inflam o pescoço quando ameaçados. Essa adaptação pode representar uma imitação da cobra-real ou da cobra-indiana, que compartilham sua área de distribuição. No entanto, essa semelhança muitas vezes é prejudicial em assentamentos humanos, pois o animal inofensivo pode ser confundido com uma cobra venenosa e morto.

### Predadores

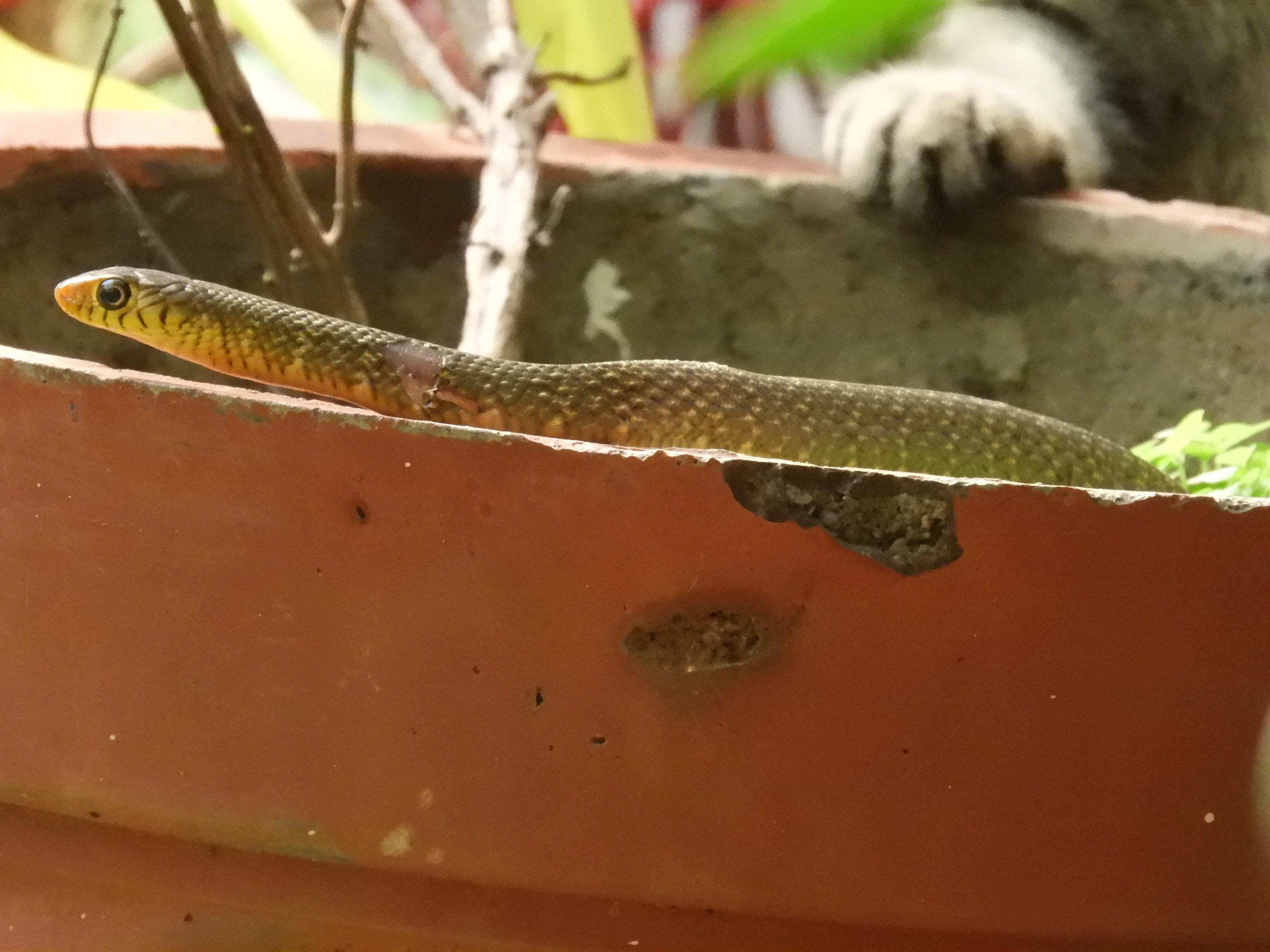
Um filhote com arranhões de um gato de rua

As P. mucosa adultas não têm predadores naturais, embora espécimes jovens sejam presas naturais de cobras-reais que compartilham sua área de distribuição. Os filhotes temem aves de rapina, répteis maiores e mamíferos de tamanho médio. São cautelosos, reagem rapidamente e movem-se com agilidade.
P. mucosa e outros colubrídeos relacionados são intensamente caçados por humanos em algumas áreas de sua distribuição para obtenção de peles e carne. Existem regulamentações de colheita e comércio na China e na Indonésia, mas essas normas são frequentemente ignoradas.

## Galeria

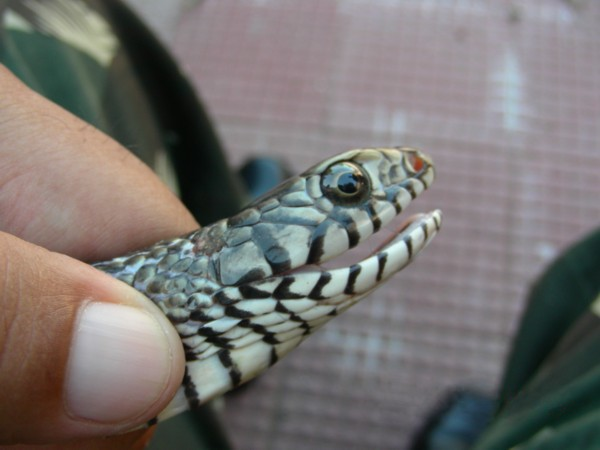
Cabeça com a boca aberta
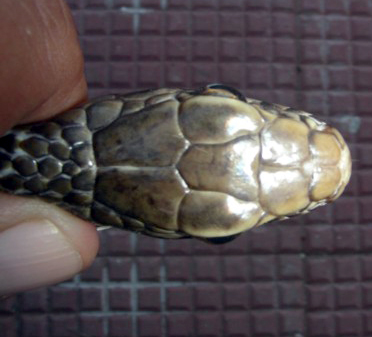
Vista superior da cabeça
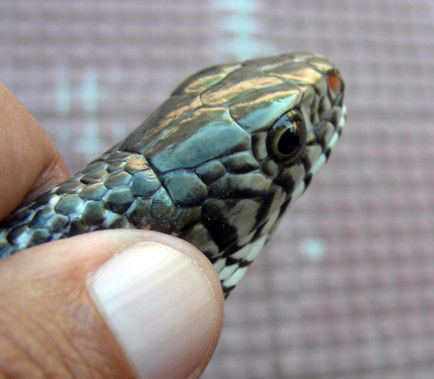
Vista das escamas temporais
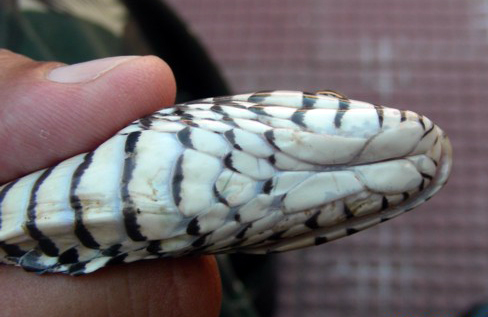
Parte inferior da cabeça
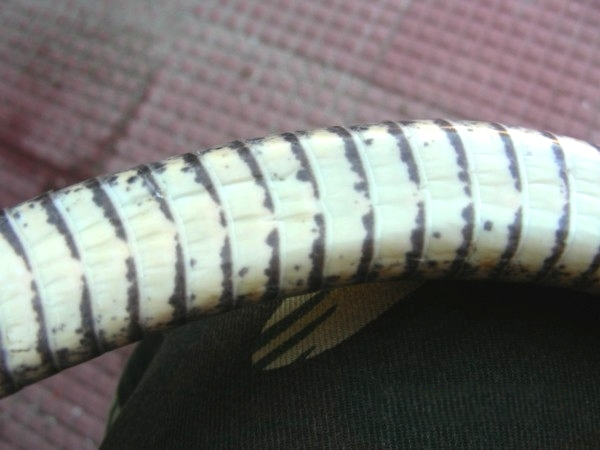
Ventre da cobra
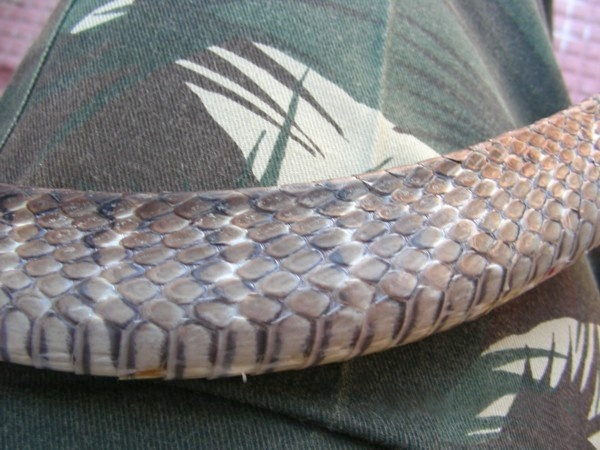
Corpo e escamas
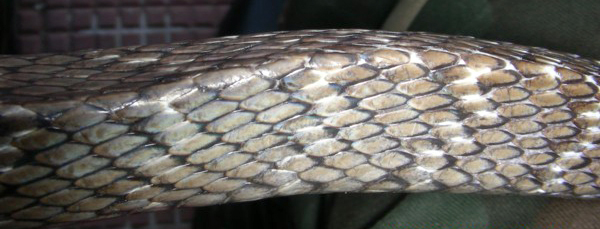
Corpo e escamas
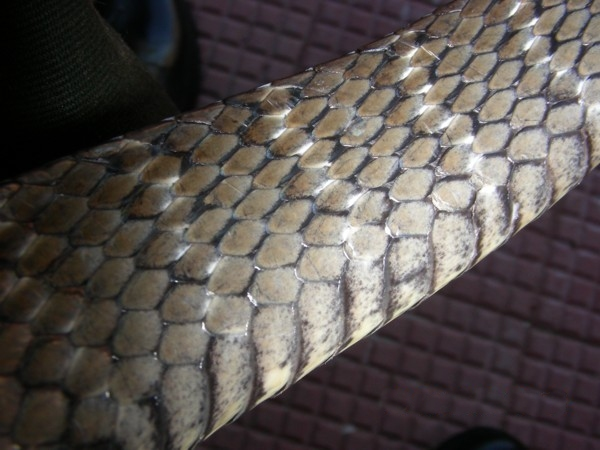
Corpo e escamas
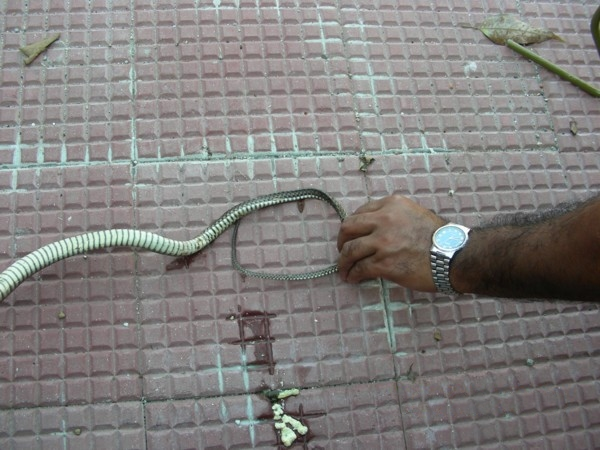
Cauda longa
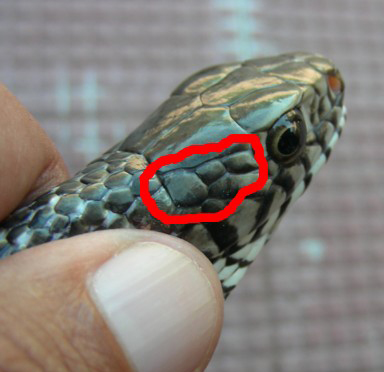
Escamas temporais indicadas